# بروتوسوكس

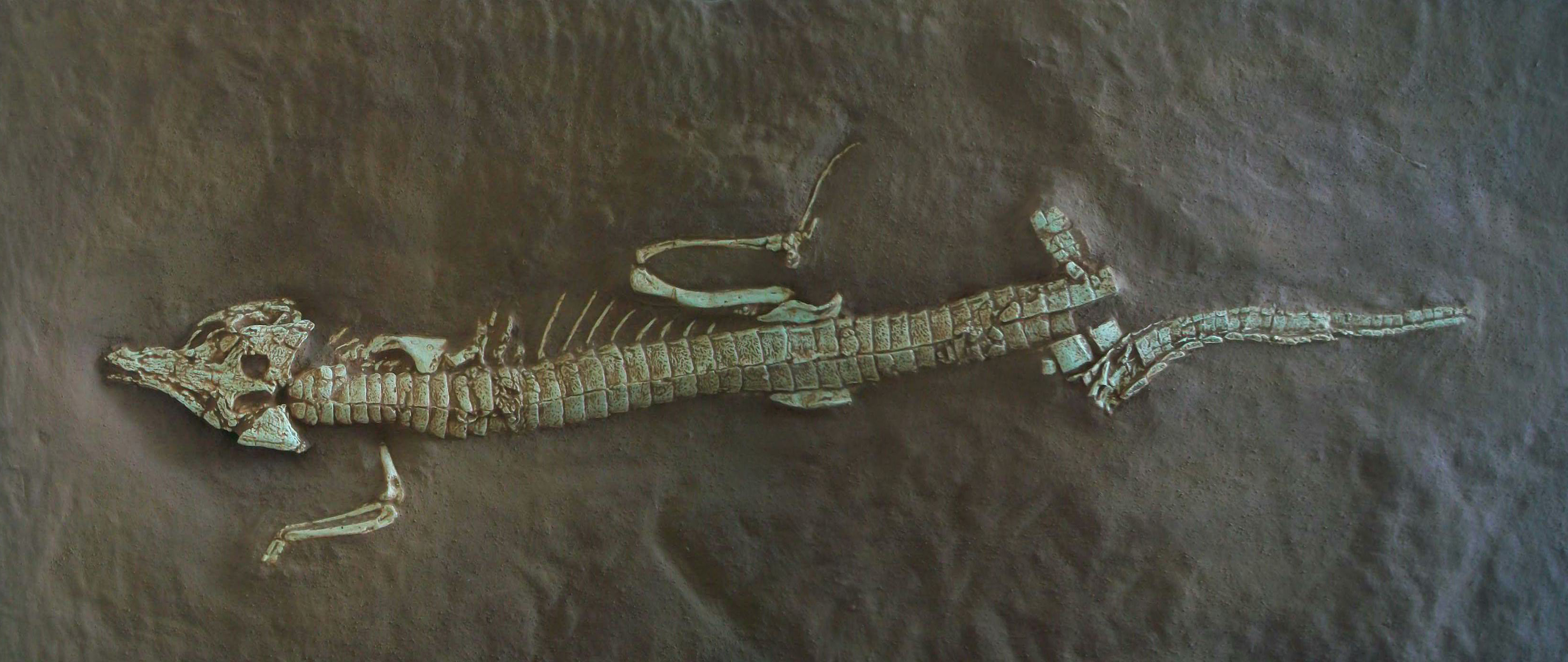
الپروتوسوكس

الپروتوسوكس (Protosuchus، يعني "أول تمساح") هو جنس منقرض من أشباه التمساحيات من الجوراسي المبكر، وهو من بين أقدم الحيوانات التي تشبه التماسيح، طوله كان متر واحد تقريبًا ووزنه كان 40 كيلوجرام تقريبًا.

## الأنواع
تم وصف ثلاثة أنواع من الپروتوسوكس : النوع النمطي P. richardsoni  من أريزونا في الولايات المتحدة، و P. micmac  من نوڤا سكوشا في كندا، و P. haughtoni  من جنوب أفريقيا.